# ینسون سیلت
ینسون سیلت (انگلیسی: Jenson Seelt؛ زادهٔ ۲۳ مهٔ ۲۰۰۳) بازیکن فوتبال اهل پادشاهی هلند است که در حال حاضر برای ساندرلند در پست مدافع بازی می‌کند.

## دوران باشگاهی

### پی‌اس‌وی
ینسون سیلت محصول آکادمی جوانان پی‌اس‌وی است و در سال ۲۰۱۷ از ان‌ای‌سی نایمخن به این باشگاه پیوست. او نخستین قرارداد حرفه‌ای خود را در ۲۳ مه ۲۰۱۹، در روز تولد ۱۶ سالگی‌اش امضا کرد. این قرارداد او را تا سال ۲۰۲۲ به پی‌اس‌وی متعهد می‌کرد او در ۱۱ دسامبر ۲۰۲۰، نخستین بازی خود را برای باشگاه فوتبال یونگ پی‌اس‌وی (تیم دوم باشگاه) انجام داد و به‌عنوان بازیکن تعویضی در شکست ۳–۲ برابر اوس وارد میدان شد. سیلت سپس نخستین بازی خود را برای تیم اصلی پی‌اس‌وی در پیروزی ۲–۱ خارج از خانه برابر پک زووله انجام داد.

### ساندرلند
در ۲۳ ژوئن ۲۰۲۳، باشگاه چمپیونشیپ ساندرلند اعلام کرد که با پی‌اس‌وی برای انتقال سیلت به توافق رسیده‌است. این انتقال منوط به معاینه پزشکی و مجوز بین‌المللی بود. این انتقال در ۲۵ ژوئن ۲۰۲۳ نهایی شد و سیلت با قراردادی پنج‌ساله و با مبلغی فاش‌نشده به ساندرلند پیوست.